# Schubnikow-de-Haas-Effekt

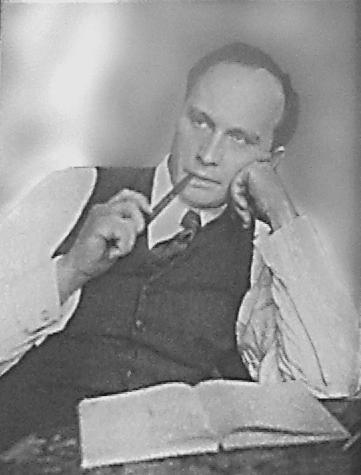
Lew Schubnikow

Der Schubnikow-de-Haas-Effekt beschreibt in der Festkörperphysik die Oszillation des elektrischen Widerstandes eines reinen Einkristalls in Abhängigkeit von einem starken äußeren Magnetfeld bei tiefen Temperaturen. Der nach Lew Wassiljewitsch Schubnikow und Wander Johannes de Haas benannte Effekt beruht auf den gleichen physikalischen Grundlagen wie der De-Haas-van-Alphen-Effekt. Dagegen beschreibt der ebenfalls in diesem Themenbereich anzusiedelnde Quanten-Hall-Effekt eine sich senkrecht zu einem Stromfluss ausbildende elektrische Spannung.
Die Oszillationen im Widerstand bei einem extern angelegten Magnetfeld wurden erstmals 1930 an Bismut von den beiden Namensgebern entdeckt. Diese Ergebnisse stützten die Vorhersagen zur Quantisierung der Energiezustände im Magnetfeld in sogenannte Landau-Niveaus durch experimentelle Ergebnisse.
Bei niedrigen Temperaturen und starken Magnetfeldern verhalten sich die freien Elektronen wie quantenmechanische harmonische Oszillatoren, das heißt, ihre Energieniveaus senkrecht zum Magnetfeld sind quantisiert (Landau-Niveau). Bei stärker werdendem Magnetfeld nimmt der Abstand dieser Niveaus zu, ihre Lage verschiebt sich relativ zur Fermi-Energie. Wenn die Fermi-Energie dabei innerhalb eines – durch Elektron-Phonon-Stöße zu einem Band verbreiterten – Landau-Niveaus liegt, ist Streuung der Elektronen möglich und der elektrische Widerstand ändert sich abhängig vom Magnetfeld. Er wird maximal, wenn die Fermi-Energie in der Mitte des Niveaus liegt, da dann das Verhältnis von Leitungselektronen zu freien, durch Streuung erreichbaren Zuständen, gerade eins wird.
Wenn die Fermi-Energie zwischen zwei Landau-Niveaus liegt, dann können die Elektronen aufgrund der niedrigen Temperatur die Energielücke zum nächsten Niveau nicht überwinden, Streuung ist nicht mehr möglich und der Widerstand sinkt.

Eine anschauliche Erklärung ist im Rahmen des Randkanalmodells gegeben.
Der Schubnikow-de-Haas-Effekt wird (z. T. ähnlich wie der Quanten-Hall-Effekt) benutzt, um bestimmte Materialeigenschaften bestimmen zu können. Darunter sind u. a.:
- Bestimmung der Fermi-Fläche;
- Bestimmung der Ladungsträgerdichte (aus der Oszillationsfrequenz);
- Charakterisierung von hochdotierten, inhomogenen Strukturen (es treten mehrere Frequenzen auf);
- Bestimmen der effektiven Masse der Ladungsträger (Messung bei zwei verschiedenen Temperaturen);
- Charakterisierung von Übergitter-Halbleiterstrukturen.